# III. Leó pápa
III. Szent Leó (latinul: Leo; Róma, kb. 750 – Róma, 816. június 12.) a 97. pápaként vonult be a történelembe 795. december 26-án. Hosszú pontifikátusa egybeesett a középkor egyik legjelentősebb uralkodójának, Nagy Károlynak az uralkodásával. Nem véletlen, hogy Leó leginkább a frank király udvarával tartotta fenn a kapcsolatot. Ő volt az a pápa, aki végleg szakított a bizánci világi hatalommal, és egyértelműen a nyugati birodalmakhoz kötötte a római egyház jövőjét.

## Élete
Rómában látta meg a napvilágot, apját Atyuppiusnak, anyját Erzsébetnek nevezték. Vallásos neveltetésben részesült, és fiatalon a bencések rendjébe állt. Itt ragadt rá buzgó hite és tiszteletre méltó tudása. I. Adorján pápa alatt a bíborosi rangig vitte, majd a korabeli források szerint ő lett a pápai kincstár kezelője, a vestiarius. (A vestiarius szó a latin nyelvekben öltözéket jelent, ugyanis a pápai kincstárat akkoriban az egyházfő palástjai is jelentették.)
Adorján halálának napján, 795. december 26-án a klérus azonnal megválasztotta pápának, és másnap fel is szentelték hivatalába. A nagy sietségnek valószínűleg az volt az oka, hogy a római papság félt a növekvő hatalmú Nagy Károlytól, aki a pápaválasztás függetlenségét felrúgva befolyásolhatta volna az eredményt.
Ugyan Károly még arról sem értesülhetett, hogy Adorján meghalt, de Leó díszes levelet küldött a hatalmas frank uralkodónak, amelyben biztosította őt támogatásáról és elkötelezettségéről. Hogy ezt jobban alátámassza, elküldte Károlynak Szent Péter sírjának kulcsait és Róma zászlaját. A válasz is hasonlóan nagyvonalú volt. Károly mindenekelőtt gratulált az új egyházfőnek hivatalához, megerősítette Frankföld és a Szentszék szövetségét, és a levél mellett több tucat ajándékot is küldött, amelyeket az avarok elleni háborúkban zsákmányolt. Leó kincstára ezzel az adománnyal képessé vált arra, hogy a városi szegényeknek nagy juttatásokat adjon, de több templom is megújult Itália szerte.
Azonban, nem mindenki örült Leó regnálásának. A római nemesség egy része nem akarta elfogadni, hogy a pápa a szent bizánci birodalomtól elfordul, és egy nemrég megtérített nyugati hatalomhoz kötődik. Ezen nemesek egy pártba tömörültek, és összeesküvést szőttek Leó ellen.[forrás?]
Leó pápa ellen a római hatóságok egy sor vádat emeltek (esküszegés, hamis tanúskodás, árulás, házasságtörés). 799. április 25-én egy körmenet alkalmával megtámadták, letépték főpapi ruháját és megfenyegették, hogy kivágják a nyelvét, majd egy kolostorba zárták.
A kolostorból Leó kísérőivel együtt megszökött és Paderbornba, Károly udvarába menekült. A frankok királya kitüntető tisztelettel fogadta Leót, és ugyan a pápa ellenségei az uralkodót is megkörnyékezték, de Károly kitartott régi szövetségese mellett, és pár hónap múltán erős fegyveres kíséretet adott mellé, hogy azzal térjen vissza az örök városba.
A következő évben, 800 novemberében a frank király személyesen látogatott el Rómába. December 1-jén zsinatot hívott össze, amelyen a klérus és a királyi tisztviselők előtt szembesítették Leót és vádlóit. A nemesség hamis esküvel, hivatali visszaélésekkel és fajtalankodással vádolta az egyházfőt, aki a vita végén, december 23-án eskü alatt fogadta, hogy nem vétkes az ellene felhozott vádakban. A főpapok testülete  és az uralkodó – egy ősi kánonjogi rendelkezésre hivatkozva – kijelentette, hogy a pápai eskü megkérdőjelezhetetlen, így Leó győztesen került ki a csatából. Ellenfeleit börtönbe zárták vagy száműzték.
Két nappal a vita lezárása után Károly a Szent Péter-bazilikában ünnepelte a karácsonyt. A szentmise után Leó a Szent Római Birodalom (latinul: Sacrum Romanum Imperium) császárává koronázta Nagy Károlyt. A klérus ünnepelte, hogy a nyugati birodalomnak ismét van római császára. Károly felesküdött a keresztény hit védelmére és támogatására, valamint a római egyházzal való szövetségére.
Ettől kezdve Európa nyugati részén a sorban legelső uralkodó a Szent Római Birodalom, később Német-római Birodalom császára volt, őt követte mindjárt a francia uralkodó mint a „legkatolikusabb király”.
Leó a hajdani Római Birodalom feltámasztásán is sokat dolgozott. Károlyt meg akarta nősíteni, méghozzá a nagyhatalmú bizánci császárnővel, Irénnel. Azonban az utóbbit  802-ben megfosztották trónjától, így a terv kútba esett.
Károly komolyan vette császári esküjét, és koronázásától fogva még aktívabban támogatta a hittérítőket, segítette a kolostori reformokat, kezébe vette az egyházi közigazgatást és mindenben támogatta Leó egyházát. Cserébe saját híveit ültette Frankföld püspöki székeibe. A két uralkodó nagyszerűen megértette egymást, és több politikai döntést is együtt hoztak meg. Így 804-ben Leó Károly udvarába látogatott, aki ekkor beszélt először birodalmának felosztásáról. Két évvel később a pápa már azért kelt át az Alpokon, hogy áldását adja a császár végakaratára, a három részre bomló birodalomra. Együtt emelték Salzburgot Bajorország metropolitájának székhelyévé, és az angol politikába is beleszóltak. Kettejük nyomására ülhetett vissza trónjára Eardwulf northumbriai király királya, és így simulhatott el Eanbald yorki érsek és Wulfred canterburyi érsek hatásköri vitája.
Ezen felül Leó több alkalommal is szerepet vállalt a brit klérus ügyeiben. Utasítására hívták össze 803-ban a beccanceldi zsinatot, amelyen megtiltották világi embereknek, hogy szerzetesrendek magasabb pozícióit betöltsék. Æthelhard canterburyi érsek nyomására Leó kiátkozta Eadbert Praent, Kent trónbitorló uralkodóját, és visszavonta a palliumot a litchfieldi érsektől, aki Æthelhard hivatala ellen harcolt. Wulfred érsek is a pápához fordult segítségért, amikor Cenulf, Mercia királya nem volt hajlandó elfogadni a yorki érsek hatáskörét országa területén. A vitát Leónak sem sikerült elsimítania, és az egészen a király haláláig fennmaradt.
Ugyan az egyházfő figyelmét leginkább a nyugati világ ügyei kötötték le, igyekezett lépést tartani a keleti birodalom eseményeivel is.
Amikor Leó trónra lépett, Konstantinápolyban VI. Konstantin császár uralkodott, aki ugyan betartotta a második nikaiai zsinat döntéseit, de mégis szembe került az egyházzal. Az egyetemes zsinat óta Bizánc területén újra felvirágoztak a szerzetesrendek. A kléruson belül ők képezték Tarásziosz konstantinápolyi pátriárka legfőbb bázisát. Amikor a császár úgy határozott, hogy el akar válni feleségétől, mert egy másik nőt akar elvenni, a szerzetesek mind ellenezték az uralkodó tervét. Valóban az egyház előtt a házasság szent kötelék volt, amelyet nem lehetett feloldani, így Tarasius is ellenezte a frigy felbontását. Konstantint mindez nem érdekelte, és rá akarta venni a pátriárkát, hogy bontsa fel házasságát és átkozza ki a szerzeteseket. Miután a keleti főpap még mindig nem akart engedelmeskedni a császárnak, Konstantin maga látott neki a kolostorok kifosztásának, és a szerzetesek száműzésének.
A kétségbeesett barátok a pápához fordultak segítségért. Leó éles hangú levélben ítélte el a császár tettét, és a kolostorok helyreállítását követelte a császártól. Konstantint azonban nem a levél győzte meg, hanem az egyházfő pompás ajándéka. 797-ben Konstantin meghalt, és az uralmat anyja, Irén császárnő vette át, aki teljes mértékben együttműködött a pápával.
Azonban majdnem 90 év békésebb időszak után ismét zavaros idők köszöntöttek a keletrómai birodalomra. 802-ben Irén udvari főkincstárnoka, I. Niképhorosz foglalta el a trónt. Leó levele hozzá érkezett meg, amelyben a pápa arra kérte a császárt, hogy ismerje el a nyugati birodalom császárának Nagy Károlyt. Niképhorosz azonban erről hallani sem akart. 811-ben halt meg, és trónját néhány hónapig fia, Sztaurákiosz örökölte. Őt sógora, I. Mikhaél űzte el a trónról. Ő egyezett meg a pápával, és Károllyal szövetséget kötött, amelyben kelet és nyugat békéjének fenntartása mellett foglaltak állást. 813-ban Mihály tábornoka, V. León foglalta el a bizánci trónt. Az új császár megerősítette elődje békéjét.
Az utolsó években Leó, Károly tanácsára, felszerelt egy pápai flottát, amely az arab kalózoktól védte meg egész Itáliát. De a szaracénok kezén lévő Korzika rendben tartását már nem vállalta, és azt inkább Károlynak engedte át. 814. január 28-án meghalt a keresztény egyház támogatója, Nagy Károly. Leó személyes barátjaként gyászolta a császárt. A frank támogató halála után ismét fellángoltak a nemesi összeesküvések Leó ellen. De a pápa már előre értesült az álnok mesterkedésekről, és még idejében sikerült elfojtania azokat a városban. De Róma vidékén már nem volt ekkora sikere. Felfegyverkezett nemesek egy csoportja végigfosztogatta az örök város környékét, és egyenesen Róma ellen vonult. Leót ezúttal a spoletoi herceg mentette meg, aki az új frank uralkodó, a lombard király utasítására járt el.
A politika, a diplomácia és az egyházi ügyek mellett Leó nagy örömmel pártolta a keresztény művészetet, a mozaikok építését. Több templomot is helyrehozatott, és bőkezűen bánt a római néppel. 816. június 12-én ragadta el a halál. A Szent Péter Bazilikában temették el. 1673-ban avatták szentté, ünnepét június 12-én tartják.

## Művei
- Documenta Catholica Omnia (latin nyelven). [2017. március 23-i dátummal az eredetiből archiválva]. (Hozzáférés: 2011. december 6.)